# Лейтенант государственной безопасности
Лейтена́нт госуда́рственной безопа́сности — специальное звание сотрудников начальствующего состава НКВД и НКГБ СССР в период 1935—1945 годов (кроме военнослужащих войск НКВД и сотрудников Рабоче-крестьянской милиции НКВД СССР). Нижестоящее специальное звание — младший лейтенант государственной безопасности, следующее по рангу — старший лейтенант государственной безопасности.
Специальное звание лейтенант государственной безопасности (1 прямоугольник [т. н. «шпала»] в петлицах образца 1937—1943 годов) в данный период условно соответствовало воинскому званию капитан РККА, после 1943 года — условно соответствовало воинскому званию лейтенант.

## История звания
Специальное звание лейтенант государственной безопасности было введено Постановлениями ЦИК СССР № 20 и СНК СССР № 2256 от 7 октября 1935 года, объявленных Приказом НКВД СССР № 319 от 10 октября 1935 года для начальствующего состава ГУГБ НКВД СССР.
Указом Президиума ВС СССР от 9 февраля 1943 года, вводившим специальные звания сотрудников органов НКВД сходные с общевойсковыми, звание лейтенант государственной безопасности было переведено в категорию специальных званий среднего начальствующего состава, и условно приравнено к воинскому званию лейтенант РККА (до этого оно условно соответствовало воинскому званию старшего командного состава РККА — капитан).
Указом Президиума ВС СССР от 6 июля 1945 года, вводившим воинские звания для сотрудников органов НКВД и НКГБ СССР аналогичные общевойсковым, звание лейтенант государственной безопасности было упразднено.

## Персоналии
- Абакумов, Виктор Семёнович

- Беленькая, Полина Натановна
- Берг, Исай Давидович

- Гончаров, Дмитрий Георгиевич
- Графпен, Григорий Борисович

- Нефёдов, Константин Павлович

- Райхман, Леонид Фёдорович

- Тидор, Николай Генрихович